# تلسکوپ فضایی جیمز وب

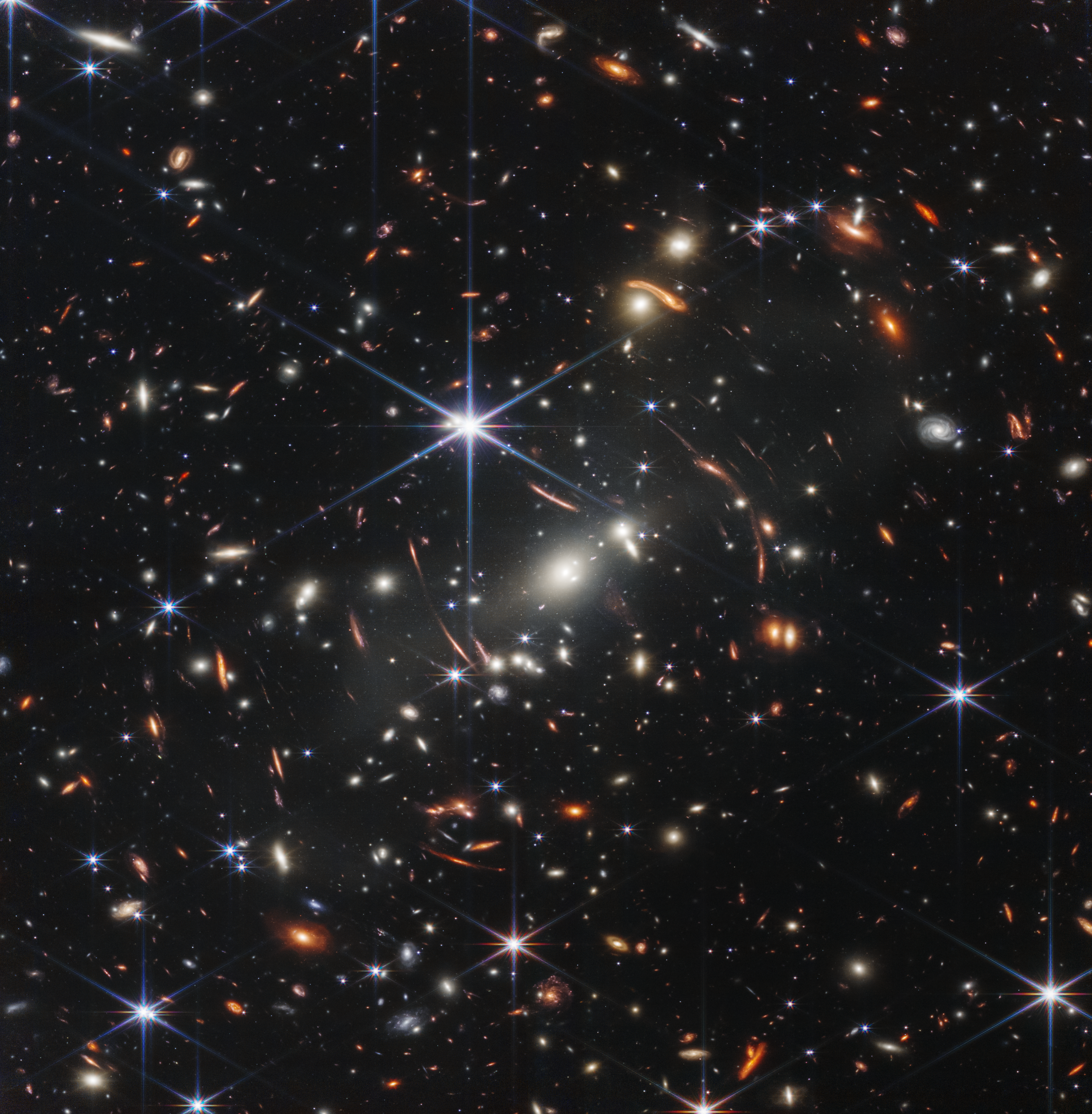
نخستین تصویر زمینه ژرف جیمز وب از خوشه کهکشانی اس‌ام‌ای‌سی‌اس ۰۷۲۳

تلسکوپ فضایی جیمز وب (James Webb Space Telescope به اختصار JWST) یک تلسکوپ فضایی است که عمدتاً برای مطالعه اخترشناسی فروسرخ طراحی شده است. قدرتمندترین تلسکوپی که تا به حال به فضا پرتاب شده است، وضوح و حساسیت فروسرخ بسیار بهبودیافته، به آن اجازه می‌دهد تا اجرامی که برای تلسکوپ فضایی هابل بسیار قدیمی، دور و کم نور هستند، را مشاهده کند. انتظار می‌رود که این امر طیف وسیعی از تحقیقات را در زمینه‌های اخترشناسی و کیهان‌شناسی، مانند مشاهدات اولین ستاره‌ها و تشکیل اولین کهکشان‌ها، و توصیف دقیق اتمسفر سیارات فراخورشیدی بالقوه قابل سکونت را ممکن کند. تلسکوپ فضایی جیمز وب در دسامبر ۲۰۲۱ بر روی یک موشک آریان ۵ از کورو (کمون)، گویان فرانسه پرتاب شد و از مه ۲۰۲۲ در حال آزمایش و تراز کردن است. پس از عملیاتی شدن، انتظار می‌رود تلسکوپ فضایی جیمز وب به‌عنوان مأموریت شاخص ناسا در اخترفیزیک جانشین هابل شود.
ادارهٔ ملی هوانوردی و فضایی ایالات متحده (ناسا) توسعهٔ تلسکوپ فضایی جیمز وب را با همکاری آژانس فضایی اروپا (ESA) و آژانس فضایی کانادا (CSA) رهبری کرد. مرکز پرواز فضایی گودارد ناسا (GSFC) در مریلند توسعهٔ تلسکوپ را مدیریت کرد، مؤسسه علمی تلسکوپ فضایی در بالتیمور تلسکوپ فضایی جیمز وب را اداره می‌کند و پیمانکار اصلی نورتروپ گرومن بود. این تلسکوپ به افتخار جیمز ئی. وب، که از سال ۱۹۶۱ تا ۱۹۶۸ مدیر ناسا در طول برنامه‌های مرکوری، پروژه جمینای و آپولو بود، نامگذاری شده است.
آینهٔ اولیهٔ تلسکوپ فضایی جیمز وب از ۱۸ بخش آینهٔ شش‌ضلعی ساخته شده از بریلیم با روکش طلا تشکیل شده است که در مجموع آینه‌ای به قطر ۶٫۵ متر (۲۱ فوت) در مقایسه با ۲٫۴ متر (۷٫۹ فوت) هابل ایجاد می‌کند. این به تلسکوپ وب مساحت جمع‌آوری نور در حدود ۲۵ متر مربع، تقریباً ۶ برابر هابل، می‌دهد. برخلاف هابل که در طیف‌های فرابنفش، مرئی و فروسرخ نزدیک (۰٫۱–۱٫۷ میکرومتر) مشاهده می‌کند، JWST در محدودهٔ فرکانس پایین‌تر، از نور مرئی با طول موج بلند (قرمز) تا فروسرخ میانی (۰٫۶–۲۸٫۳ میکرومتر) رصد می‌کند). تلسکوپ باید بسیار سرد، زیر ۵۰ کلوین (۲۲۳- درجه سانتی‌گراد؛ ۳۷۰ درجه فارنهایت) نگه داشته شود تا سیگنال‌های ضعیفی را در فروسرخ بدون تداخل سایر منابع گرما مشاهده کند. این در یک مدار خورشیدی نزدیک نقطه لاگرانژ L2 خورشید-زمین، در حدود ۱٫۵ میلیون کیلومتری (۹۳۰۰۰۰ مایل؛ حدود چهار برابر دورتر از مدار ماه) از زمین مستقر شده است، جایی که آفتابگیر پنج لایهٔ بادبادکی‌شکل آن از گرم شدن خورشید، زمین و ماه محافظت می‌کند. چندین هزار دانشمند، مهندس و تکنسین از ۱۵ کشور در ساخت و آزمایش تلسکوپ فضایی جیمز وب مشارکت داشته‌اند. در مجموع ۲۵۸ شرکت، سازمان دولتی و مؤسسهٔ دانشگاهی در این پروژه سهیم بوده‌اند. تلسکوپ فضایی جیمز وب چهار هدف کلیدی دارد: جستجوی نور از اولین ستاره‌ها و کهکشان‌هایی که پس از مه‌بانگ در جهان شکل گرفتند، مطالعهٔ شکل‌گیری و تکامل کهکشان‌ها، درک تشکیل ستاره و سیاره‌ها و مطالعهٔ سیستم‌های سیاره‌ای و منشأ حیات. مجلهٔ تایم تلسکوپ فضایی جیمز وب را به‌عنوان یکی از اختراعات برتر سال ۲۰۲۲ معرفی کرد.

## ویژگی‌ها
تلسکوپ وزنی برابر با نصف وزن هابل دارد اما مساحت آینه اصلی آن بیش از ۶ برابر آینه هابل است. جیمز وب برای اخترشناسی مادون‌قرمز طراحی شده اما همچنین می‌تواند پرتوهای نارنجی و قرمز را نیز رصد کند.
تلسکوپ‌های زمینی باید از میان اتمسفر رصد کنند که بسیاری از امواج، غیرقابل مشاهده می‌شوند. حتی در جاهایی که اتمسفر شفاف است بسیاری از ترکیبات شیمیایی مانند آب، دی‌اکسید کربن و متان که در جو زمین وجود دارند کار تجزیه و تحلیل را بسیار سخت می‌کنند. تلسکوپ‌های فضایی موجود مانند هابل نمی‌توانند این دسته از امواج را مطالعه کنند، زیرا آینه‌ها به اندازهٔ کافی خنک نیستند (آینهٔ هابل در حدود ۱۵ درجهٔ سانتی‌گراد نگهداری می‌شود).
تلسکوپ در نزدیکی زمین و خورشید -در نقطه L2 لاگرانژی- حدود ۱٬۵۰۰٬۰۰۰ کیلومتری مدار زمین عمل می‌کند. برای مقایسه هابل در ۵۵۰ کیلومتری و ماه تقریباً در ۴۰۰هزار کیلومتری سطح زمین چرخش می‌کنند. این فاصله می‌تواند تعمیرات یا ارتقاء سخت‌افزار تلسکوپ را پس از راه‌اندازی، عملاً غیرممکن کند. اشیاء در این فاصله می‌توانند هماهنگ با زمین دور خورشید بچرخند که اجازه می‌دهد تلسکوپ در یک فاصله تقریباً ثابت از زمین باقی بماند و برای محافظت از گرما و نورِ خورشید و زمین از یک سپر خورشیدی استفاده کند. این باعث می‌شود که دمای فضاپیمای زیر ۲۲۰- درجهٔ سانتی‌گراد نگه داشته شود که برای رصد امواج مادون‌قرمز مورد نیاز است. پیمانکار اصلی این پروژه، شرکت نورثروپ گرومن است.

نمای سه‌رُخ از بالا
قسمت پایین (رو به خورشید)

### سپر خورشیدی
برای رصد در طیف مادون‌قرمز، تلسکوپ باید بسیار سرد (زیر ۲۲۰- درجه سانتی‌گراد) نگه داشته شود در غیر این صورت تابش مادون‌قرمز اجزای تلسکوپ را در هم خواهد شکست؛ بنابراین، از یک سپر نوری بزرگ برای جلوگیری از نور و حرارتِ خورشید، زمین و ماه استفاده می‌شود و موقعیت آن در نزدیکی نقطه لاگرانژی خورشید تمام این سه جسم (خورشید، زمین و ماه) را در یک طرف فضاپیما نگه خواهد داشت.
سپر خورشیدی دارای پنج لایه است که از یک لایهٔ نازک از جنس پلی‌آمید ساخته شده است، به‌همراه اندودِ آلومینیم در یک طرف و سیلیکون در طرف دیگر سپر. اِشکال تصادفی ساختار این لایه‌های ظریف در طی آزمایش، یک عامل تأخیر در اجرای پروژه بود.

### اپتیک

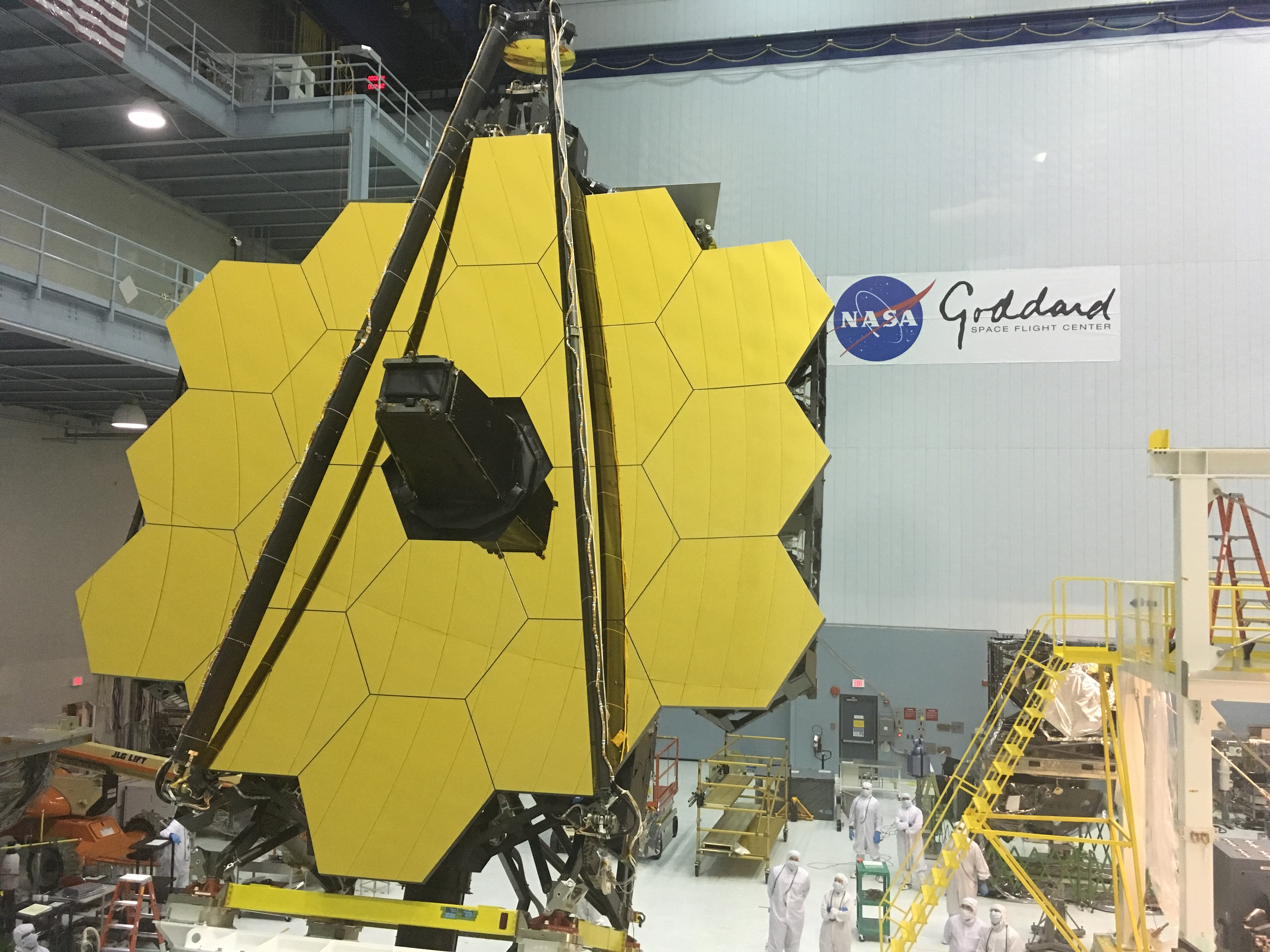
آینهٔ اصلی در مرکز پرواز فضایی گودارد که در مِه ۲۰۱۶ مونتاژ شده است.

عنصر تلسکوپ نوری جیمز وب یک بازتابنده از جنس بریلیم با ابعاد ۶٫۵ متری با مساحت کل ۲۵ متر مربع است. این ابعاد برای تجهیزات پرتابی موجود بسیار بزرگ است، بنابراین آینه از ۱۸ قسمت شش ضلعی تشکیل شده است که پس از پرتاب تلسکوپ راه‌اندازی می‌شوند.

### ابزار علمی
ماژول یکپارچهٔ تجهیزات علمی (ISIM) چارچوبی است که توان الکتریکی، محاسبات منابع، قابلیت خنک‌سازی و همچنین پایداری ساختاری تلسکوپ وِب را فراهم می‌کند. مهندسان به این قسمت، قلب تلسکوپ می‌گویند. این قسمت با ترکیب گرافیتی-اپوکسی به زیر ساختار تلسکوپ جیمز وب متصل است. ISIM دارای چهار ابزار علمی و یک دوربین راهنما است.
- دوربین فروسرخ نزدیک (NIRCam) یک تصویربردار بسیار دقیق و پیشرفته است که توسط دانشگاه آریزونا طراحی شده و روی ماژول ISIM نصب می‌شود. وظیفهٔ این بخش، تصویربرداری از نورهای طیف ۰٫۶ تا ۵ میکرومتر است همچنین به‌عنوان حسگر هماهنگ‌کننده عمل می‌کند تا بتواند هر ۱۸ آینه را به‌گونه‌ای تنظیم کند که بتوانند به‌عنوان آینه‌ای واحد عمل کنند. همکار دانشگاه آریزونا در ساخت NIRCam شرکت لاکهید مارتین است.
- طیف‌نگار فروسرخ نزدیک (NIRSpec) یک طیف‌سنج چند جرمی است که توسط آژانس فضایی اروپا طراحی شده است که می‌تواند به‌طور هم‌زمان طیف مادون‌قرمز را با رزولوشن پایین، متوسط و بالا اندازه‌گیری کند. طراحی NIRSpec سه حالت مشاهده را فراهم می‌کند: یک حالت با وضوح کم با استفاده از یک منشور، یک حالت با وضوح متوسط و حالت دیگری با وضوح بالا.

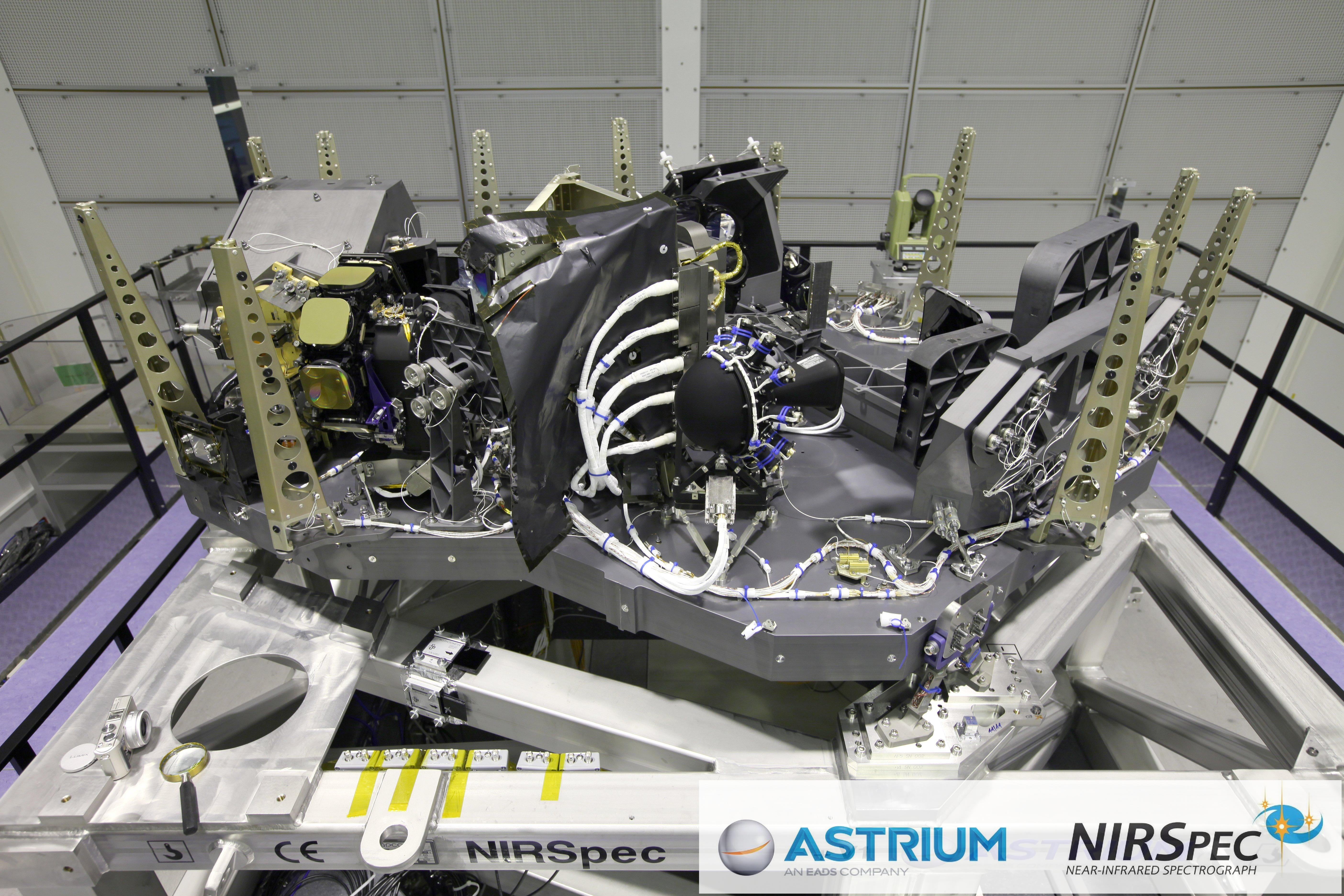
مدل NIRSpec

- ابزار فروسرخ میانی یا MIRI محدودهٔ طول موج فروسرخ میانی را از ۵ تا ۲۷ میکرومتر اندازه‌گیری خواهد کرد. این قسمت شامل هر دو دوربین متوسط مادون‌قرمز و یک طیف‌سنج تصویربرداری است. MIRI با همکاری آژانس فضایی اروپا و آزمایشگاه پیش‌رانش جت ناسا طراحی شده است.
- حسگر هدایت کامل / تصویربردار مادون‌قرمز نزدیک و طیف‌سنج بی‌لغزش (FGS/NIRISS)، که توسط آژانس فضایی کانادا طراحی و توسعه داده شده است، که می‌تواند طول موج‌های بین ۰٫۸ تا ۵ میکرومتر را مشاهده کند.

## مقایسه با سایر تلسکوپ‌ها

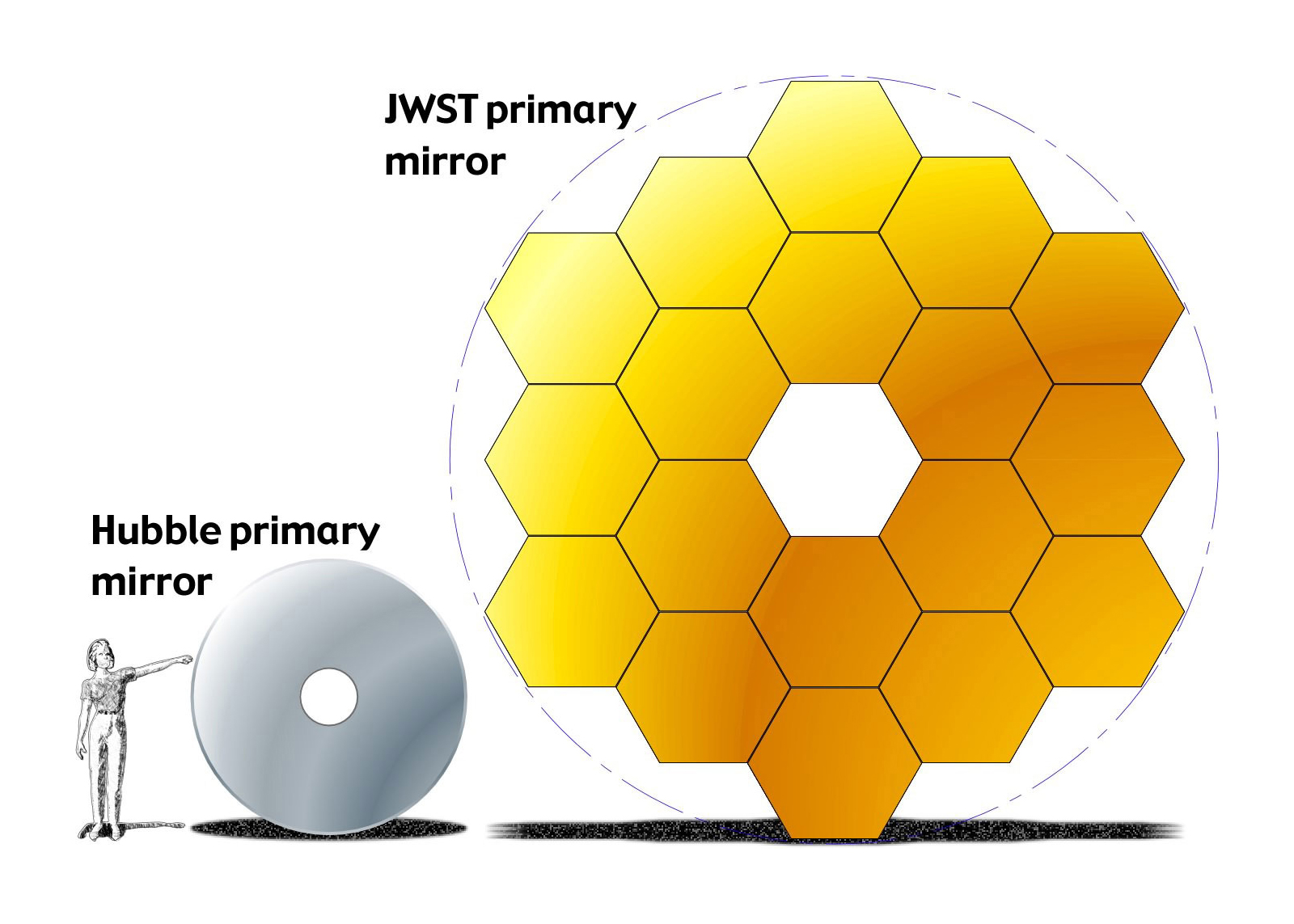
مقایسه با آینه اصلی هابل

تمایل به یک تلسکوپ مادون‌قرمز بزرگ به دهه‌ها قبل برمی‌گردد؛ در ایالات‌متحده آمریکا تلسکوپ مادون‌قرمز شاتل زمانی که شاتل فضایی در حال ساخت بود برنامه‌ریزی شد و به عنوان پتانسیل نجوم مادون‌قرمز اذعان شد. در مقایسه با تلسکوپ‌های زمینی، رصدخانه‌های فضایی عاری از جذب جوی نور مادون‌قرمز بودند.
بااین‌حال، تلسکوپ‌های مادون‌قرمز یک نقطه‌ضعف دارند - آن‌ها باید بسیار سرد بمانند و هرچه طول‌موج مادون‌قرمز طولانی‌تر شود، باید سردتر بمانند. در غیر این صورت، گرمای پس‌زمینه دستگاه به‌خودی‌خود ردیاب‌ها را تحت‌الشعاع قرار می‌دهد و باعث کور شدن آن می‌شود. برای غلبه بر این موضوع باید تلسکوپ را بسیار دقیق طراحی کرد، به‌طور خاص می‌توان تلسکوپ را داخل یک محفظه عایق حرارتی ذخیره‌سازی برودتی با ماده‌ای بسیار سرد، مانند هلیوم مایع، قرار داد. این بدان معناست که بیشتر تلسکوپ‌های مادون‌قرمز طول عمر محدودی متناسب با مادهٔ سردکنندهٔ آن‌ها دارند، به‌اندازهٔ چند ماه، شاید حداکثر چند سال. از طریق طراحی فضاپیما می‌توان دما را به‌اندازه کافی پایین نگه داشت تا مشاهدهٔ مادون‌قرمز نزدیک را بدون منبع خنک‌کننده انجام داد، مانند مأموریت‌های تلسکوپ فضایی اسپیتزر و کاوشگر نقشه‌بردار فروسرخ میدان وسیع. نمونهٔ دیگر، ابزار NICMOS هابل است که با استفاده از بلوک یخ نیتروژن که پس از چند سال تخلیه‌شده بود، شروع به کار کرد، اما سپس به کریوکلر تبدیل شد که به‌طور مداوم کار می‌کرد. جیمز وب طوری طراحی‌شده است که بتواند خودش را بدون وجود محفظهٔ عایق حرارتی ذخیره‌سازی برودتی، با استفاده از ترکیب سپر حرارتی و رادیاتور، سرد کند.
تأخیرها و افزایش هزینه‌های جیمز وب را می‌توان با تلسکوپ هابل مقایسه کرد. وقتی پروژه هابل به‌طور رسمی در سال ۱۹۷۲ شروع شد، پیش‌بینی می‌شد هزینهٔ ساخت ۳۰۰ میلیون دلاری داشته باشد (یا ۱ میلیارد دلار در سال ۲۰۰۶)، اما زمانی که به فضا فرستاده شد، هزینه‌ها چهار برابر شده بود. علاوه بر این، ابزارهای جدید و مأموریت‌های سرویس‌دهی تا سال ۲۰۰۶ هزینه را به حداقل ۹ میلیارد دلار در سال ۲۰۰۶ افزایش دادند.

## تاریخچه
| سال  | تاریخ پرتاب  | بودجه (میلیارد دلار) |
| ---- | ------------ | -------------------- |
| ۱۹۹۷ | ۲۰۰۷         | ۰٫۵                  |
| ۱۹۹۸ | ۲۰۰۷         | ۱                    |
| ۱۹۹۹ | ۲۰۰۷ تا ۲۰۰۸ | ۱                    |
| ۲۰۰۰ | ۲۰۰۹         | ۱٫۸                  |
| ۲۰۰۲ | ۲۰۱۰         | ۲٫۵                  |
| ۲۰۰۳ | ۲۰۱۱         | ۲٫۵                  |
| ۲۰۰۵ | ۲۰۱۳         | ۳                    |
| ۲۰۰۶ | ۲۰۱۴         | ۴٫۵                  |
| ۲۰۰۸ | ۲۰۱۴         | ۵٫۱                  |
| ۲۰۱۰ | ۲۰۱۵ تا ۲۰۱۶ | ۶٫۵                  |
| ۲۰۱۱ | ۲۰۱۸         | ۸٫۷                  |
| ۲۰۱۳ | ۲۰۱۸         | ۸٫۸                  |
| ۲۰۱۷ | ۲۰۱۹         | ۸٫۸                  |
| ۲۰۱۸ | ۲۰۲۰         | ≥۸٫۸                 |
| ۲۰۱۸ | ۲۰۲۱         | ۹٫۶۶                 |
| ۲۰۲۰ | ۲۰۲۱         | ≥۱۰                  |

### پژوهش و توسعه
کارهای اولیه برای توسعهٔ جانشینی برای هابل در خلال سال‌های ۱۹۸۹ و ۱۹۹۴ شد که منجر به مدل مفهومی از تلسکوپی به نام تلسکوپ نسل بعدی (NGST) بود که دیافراگم ۴ متری داشت و در مدار معادل با ۴ واحد نجومی کار می‌کرد. این فاصلهٔ مداری از غبار بین سیاره‌ای در امان بود. کار روی NGST در سال ۱۹۹۶ آغاز شد. این تلسکوپ در سال ۲۰۰۲، به خاطر نقش کلیدی جیمز ای. وب در پروژهٔ آپولو، به جیمز وب تغییر نام داد. JSWT حاصل همکاری آژانس فضایی ایالات متحدهٔ آمریکا و آژانس هوایی آمریکا با همکاری‌های بین‌المللی از سوی آژانس فضایی اروپا و آژانس فضایی کانادا است.
در دوران «سریع‌تر، بهتر و ارزان‌تر» در اواسط دههٔ ۱۹۹۰ رهبران ناسا به دنبال یک تلسکوپ فضایی کم‌هزینه بودند. نتیجهٔ طرح مفهومی NGST بود که دیافراگم ۸ متری داشت و در نقطهٔ L2 قرار داشت و تقریباً ۵۰۰ میلیون دلار تخمین زده شده بود. در سال ۱۹۹۷، ناسا با مرکز پروازهای فضایی گادرد، شرکت هوا فضا و فناوری بال (Ball) و شرکت TRW برای مطالعه‌هایی دربارهٔ نیازهای فنی و تخمین هزینه‌های این پروژه وارد همکاری شد و در سال ۱۹۹۹، لاکهید مارتین و TRW را برای مطالعات اولیه انتخاب کرد. پرتاب تلسکوپ در آن زمان برای سال ۲۰۰۷ برنامه‌ریزی شده بود اما تاریخ پرتاب متعاقباً بارها به تعویق افتاد (جدول روبرو را ببینید). در سال ۲۰۰۲، ناسا طی قراردادی ۸۲۴٫۸ میلیون دلار به TRW برای NGST، که اکنون به تلسکوپ فضایی جیمز وب تغییر نام یافته است، اعطا کرد. این قرارداد برای طرح یک آینه اصلی ۶٫۱ متری (۲۰ فوت) بود و تاریخ پرتاب سال ۲۰۱۰ انتخاب شد. در اواخر آن سال TRW توسط نورثروپ گرومن خریداری شد و به بخش فناوری فضایی این شرکت تبدیل شد.

### مشکلات مربوط به هزینه و برنامه
تلسکوپ فضایی جیمز وب دارای تاریخچهٔ هزینه‌ها و تأخیرهای بسیار زیاد است که به خاطر عوامل خارجی مانند تأخیر در تصمیم‌گیری در مورد موشک پرتاب و اضافه کردن بودجه‌ای به‌خاطر مسائل پیش‌بینی نشده. هزینهٔ پروژه در ابتدا ۱٫۶ میلیارد دلار پیش‌بینی شده بود، اما این پیش‌بینی در زمانی که ساخت تلسکوپ در سال ۲۰۰۸ شروع شد به ۵ میلیارد دلار رسیده بود. در تابستان سال ۲۰۱۰ مأموریت بررسی طراحی کلیهٔ موضوعات فنی با عالی‌ترین نمرات انجام شد، اما تغییر هزینه‌ها و زمان پرتاب باعث شد باربارا میکولسکی سناتور ایالت مریلند خواستار انجام تحقیقات مستقل در مورد این پروژه شد. کمیتهٔ مستقل بررسی جامع پروژه، دریافت که نزدیک‌ترین زمان ممکن برای پرتاب تلسکوپ می‌تواند اواخر سال ۲۰۱۵ با هزینهٔ اضافی ۱٫۵ میلیارد دلار (کلاً ۶٫۵ میلیارد دلار) باشد. آن‌ها همچنین خاطرنشان کردند که این امر، بودجهٔ پروژه را بالا برده و هر گونه تأخیر در پرتاب تلسکوپ باعث بالا رفتن هزینهٔ کل پروژه می‌شود.

### برخورد ریزشهاب‌سنگ
قطعهٔ آینه‌ای C3؛ در حلقه بیرونی از قطعات ۱۸ گانهٔ آینهٔ جیمز وب (از رو به رو ساعت ۵ در صفحه ساعت عقربه‌ای ۱۲ ساعته)، در اثر برخورد با یک ریزشهاب‌سنگ آسیب دید.این بخش از آینه بین ۲۳ تا ۲۵ مه، پنجمین و بزرگ‌ترین ضربه از زمان پرتاب بود، که در ۸ ژوئن ۲۰۲۲ گزارش شد، احتمالاً ضربه ریزشهاب‌سنگ از یک توده ذرات بزرگ گرد و غبار شد که مهندسین پروژه با استفاده از «فعال کننده آینه» ضربه را جبران کردند. گزارش دیگری نشان می‌دهد که آسیب واردشده به این تلسکوپ احتمالاً بیشتر از آن چیزی است که پیشتر تصور می‌شد. دانشمندان گزارش داده‌اند که آسیب واردشده که در اواخر ماه مه ۲۰۲۲ پیش آمده بود، ممکن است بدتر از آن چیزی باشد که پیشتر تصور می‌شد. گروهی از دانشمندان در مقاله جدیدی که در پی انتشار نخستین تصاویر باورنکردنی جیمز وب به چاپ رسید، عملکرد این تلسکوپ فضایی را در مرحله راه‌اندازی آن تشریح کردند. آنها مشکلاتی را گزارش دادند و خاطرنشان کردند که نمی‌توان آنها را اصلاح کرد. همچنین، دانشمندان متذکر شدند که این مشکلات، اثر کوچکی بر توان عملیاتی تلسکوپ دارد که هنوز قابل اندازه‌گیری نیست.

### همکاران
ناسا، با مشارکت آژانس فضایی اروپا ESA و آژانس فضایی کانادا CSA از سال ۱۹۹۶ در ساخت این تلسکوپ با یکدیگر همکاری کرده‌اند. مشارکت ESA در ساخت و پرتاب توسط اعضای آن در سال ۲۰۰۳ تأیید شد و توافق‌نامه‌ای بین ESA و ناسا در سال ۲۰۰۷ در این مورد به امضا رسید. در ازای مشارکت کامل، نمایندگی حضور و دسترسی به رصدخانه برای اخترشناسان خود، ESA ابزار NIRSpec، مونتاژ نیمکت نوری ابزار MIRI، یک پرتابگر آریان ۵ ECA و نیروی انسانی برای پشتیبانی از عملیات را ارائه می‌کند. CSA حسگر هدایت دقیق و طیف‌نگار MIRI «ابزار مادون قرمز میانی» به همراه نیروی انسانی را برای پشتیبانی از عملیات فراهم می‌کند.
چندین هزار دانشمند، مهندس و تکنسین در ۱۵ کشور در پروژهٔ جیمزوب مشارکت داشته‌اند. در مجموع ۲۵۸ شرکت، سازمان دولتی و مؤسسهٔ دانشگاهی در این پروژه مشارکت دارند که ۱۴۲ از ایالات متحده، ۱۰۴ از ۱۲ کشور اروپایی، و ۱۲ از کانادا بوده‌اند.

#### کشورهای شرکت‌کننده
- اتریش
- بلژیک
- کانادا
- چک
- دانمارک
- فنلاند
- فرانسه
- آلمان
- یونان
- ایرلند
- ایتالیا
- لوکزامبورگ
- هلند
- نروژ
- پرتغال
- اسپانیا
- سوئد
- سوئیس
- بریتانیا
- ایالات متحده آمریکا

## مأموریت
تلسکوپ فضایی جیمز وب چهار هدف کلیدی دارد:
- جستجوی نور از نخستین  ستارگان و  کهکشان‌هایی که پس از مه‌بانگ در کیهان شکل گرفتند
- بررسی شکل‌گیری و تکامل کهکشان‌ها
- درک شکل‌گیری ستارگان و  منظومه‌های سیاره‌ای
- مطالعهٔ سیستم‌های سیاره‌ای و خاستگاه پیدایش زندگی[۱۸]

این هدف‌ها را می‌توان با مشاهده در نور مادون قرمز نزدیک؛ به جای نور در قسمت مرئی طیف، به گونهٔ مؤثرتری انجام داد. به همین دلیل، ابزارهای آن نور مرئی یا فرابنفش را مانند تلسکوپ هابل اندازه‌گیری نمی‌کنند، ولی ظرفیت بسیار بیشتری برای انجام اخترشناسی فروسرخ خواهند داشت. این تلسکوپ به طیفی از طول موج‌ها از ۰٫۶ (نور نارنجی) تا ۲۸ میکرومتر (تابش فروسرخ عمیق در حدود «۱۰۰ کلوین» (۱۷۳- درجه سانتی‌گراد؛ ۲۸۰ درجه فارنهایت) حساس است خواهد بود.
از تلسکوپ جیمز وب ممکن است برای جمع‌آوری اطلاعات در مورد ستارهٔ نور کم‌نور «تابی» کی‌ای‌سی ۸۴۶۲۸۵۲، که در سال ۲۰۱۵ کشف شد و دارای برخی ویژگی‌های غیرعادی منحنی نور است، استفاده شود. این تلسکوپ توسط موشک آریان ۵، در شهر گویان فرانسه با موفقیت پرتاب شد.

### راه‌اندازی و طول مأموریت
پرواز وی‌ای۲۵۶ آریان پروازی بود که تلسکوپ فضایی جیمز وب را در ۲۵ دسامبر ۲۰۲۱ به فضا پرتاب کرد که دویست و پنجاه و ششمین مأموریت آریان بود.
پرتاب برابر برنامه در ۲۵ دسامبر ۲۰۲۱ بر روی یک پرتابگر آریان ۵ از مرکز فضایی گویان در گویان فرانسه انجام شد. پس از پرتاب موفقیت‌آمیز، بیل نلسون، مدیر ناسا، آن را «روزی عالی برای سیاره زمین» نامید.
تلسکوپ به خودی خود با رسیدن مدار قابل استفاده نیست و فضانوردان نیز نمی‌توانند مانند تلسکوپ هابل مأموریتی مانند تعویض ابزار را روی آن انجام دهند ولی حلقهٔ آدابتور اتصالی که جیمز وب به موشک متصل می‌کرد هنوز می‌تواند توسط یک فضاپیمای آینده در اتصال با رصدخانه برای رفع مشکلات آشکاری استفاده شود.
این تلسکوپ ۲۷ دقیقه و ۷ ثانیه پس از پرتاب از موشک پرتابگر خود رها شد و یک تنظیم حدود ۳۰ روزه مداری آغاز شد که تلسکوپ را در مدار نقطه لاگرانژی L2 قرار می‌دهد. از آنجا که رصدخانه باید بتواند زیر رانش خفیف را جبران کند، این پرواز شامل سه اصلاح مسیر برنامه‌ریزی شده است، اما نه از رانش خفیف (شفاف خورشید، که باید بین تلسکوپ و خورشید باقی بماند و از چرخش برای کاهش سرعت جلوگیری کند)، بنابراین در بیشتر مسیر پرواز سرعتی کمتر از سرعت پایانی از سرعت نهایی برای مدار داشت.
زمان مأموریت اسمی تلسکوپ پنج سال با هدف ده سال است. مأموریت علمی پنج‌سالهٔ برنامه‌ریزی‌شده پس از یک مرحلهٔ راه‌اندازی شش‌ماهه آغاز می‌شود. جیمز وب به استفاده از پیشرانه برای حفظ مدار هالهٔ خود در اطراف L2 نیاز دارد، که حد بالا برای طول عمر طراحی شدهٔ آن را فراهم می‌کند، و این برای حمل کافی برای ده سال طراحی شده است. مدار L2 ناپایدار است، بنابراین نیاز به نگهداری موقعیت مداری خود برای جلوگیری از دور شدن تلسکوپ از پیکربندی مداری آن دارد. تلسکوپ جیمز وب از اولین عکس‌های خود را که از لنزهای دوربینش است،منتشر کرده است.

## اختصاص زمان مشاهده
زمان مشاهدهٔ وب از طریق برنامهٔ ناظران عمومی (GO)، برنامهٔ مشاهدات زمان تضمین شده (GTO) و برنامهٔ علمی انتشار زودهنگام اختیاری مدیر (DD-ERS) اختصاص می‌یابد. برنامه GTO زمان مشاهده تضمینی را برای دانشمندانی که قطعات سخت‌افزاری و نرم‌افزاری را برای رصدخانه توسعه داده‌اند، فراهم می‌کند. برنامه GO به همهٔ اخترشناسان این فرصت را می‌دهد که برای زمان رصد درخواست دهند و بخش عمده‌ای از زمان رصد را نشان می‌دهد. برنامه‌های GO از طریق بررسی همتایان توسط کمیته تخصیص زمان (TAC) انتخاب می‌شوند. این همانند فرایند بررسی پیشنهادی برای تلسکوپ فضایی هابل استفاده می‌شود.

## نگارخانه

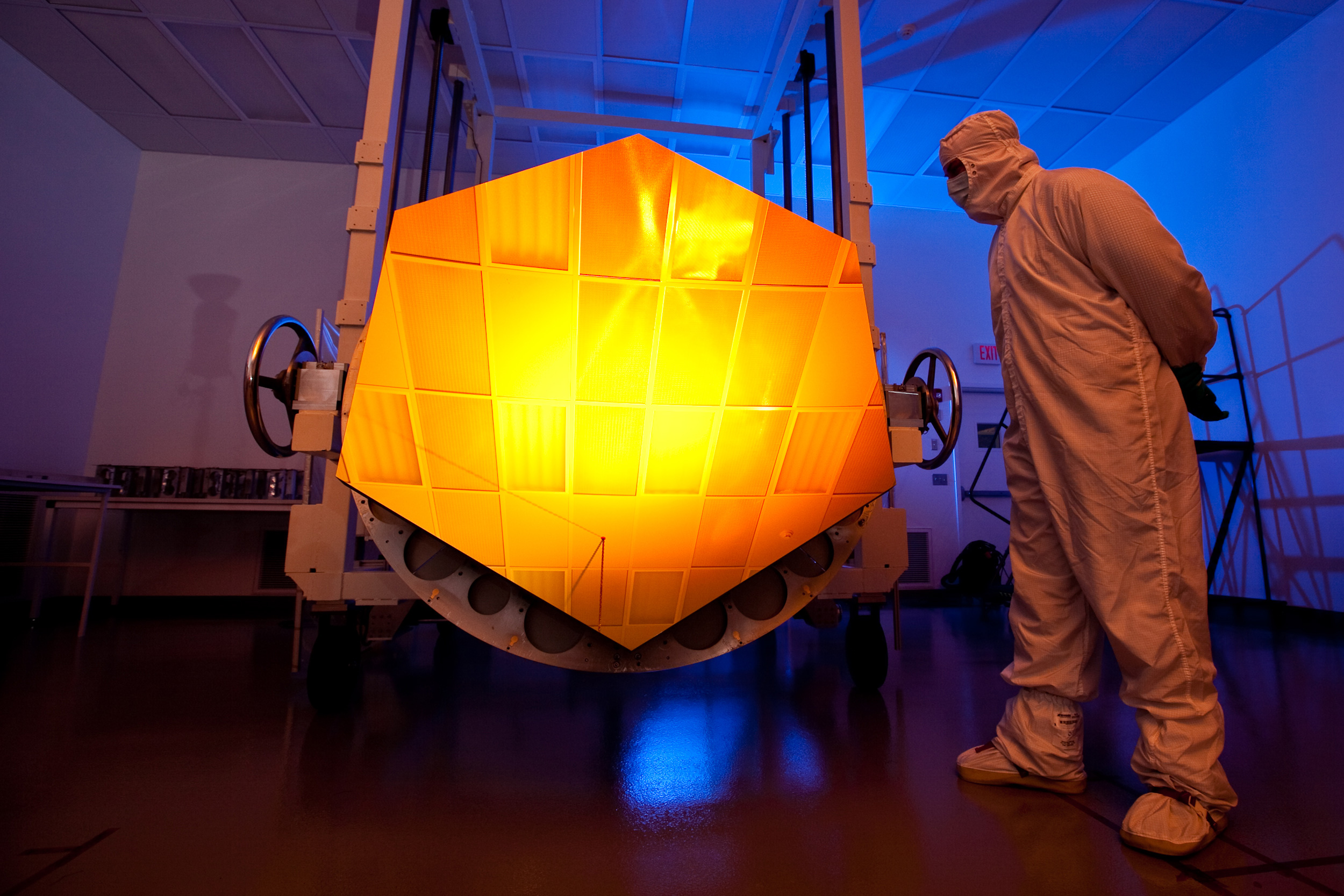
روکش طلای یکی از قطعات آینه
عیب‌یابی تلسکوپ
نمایش فرضی تلسکوپ در فضا
نمایش پنل‌های تلسکوپ در فضا
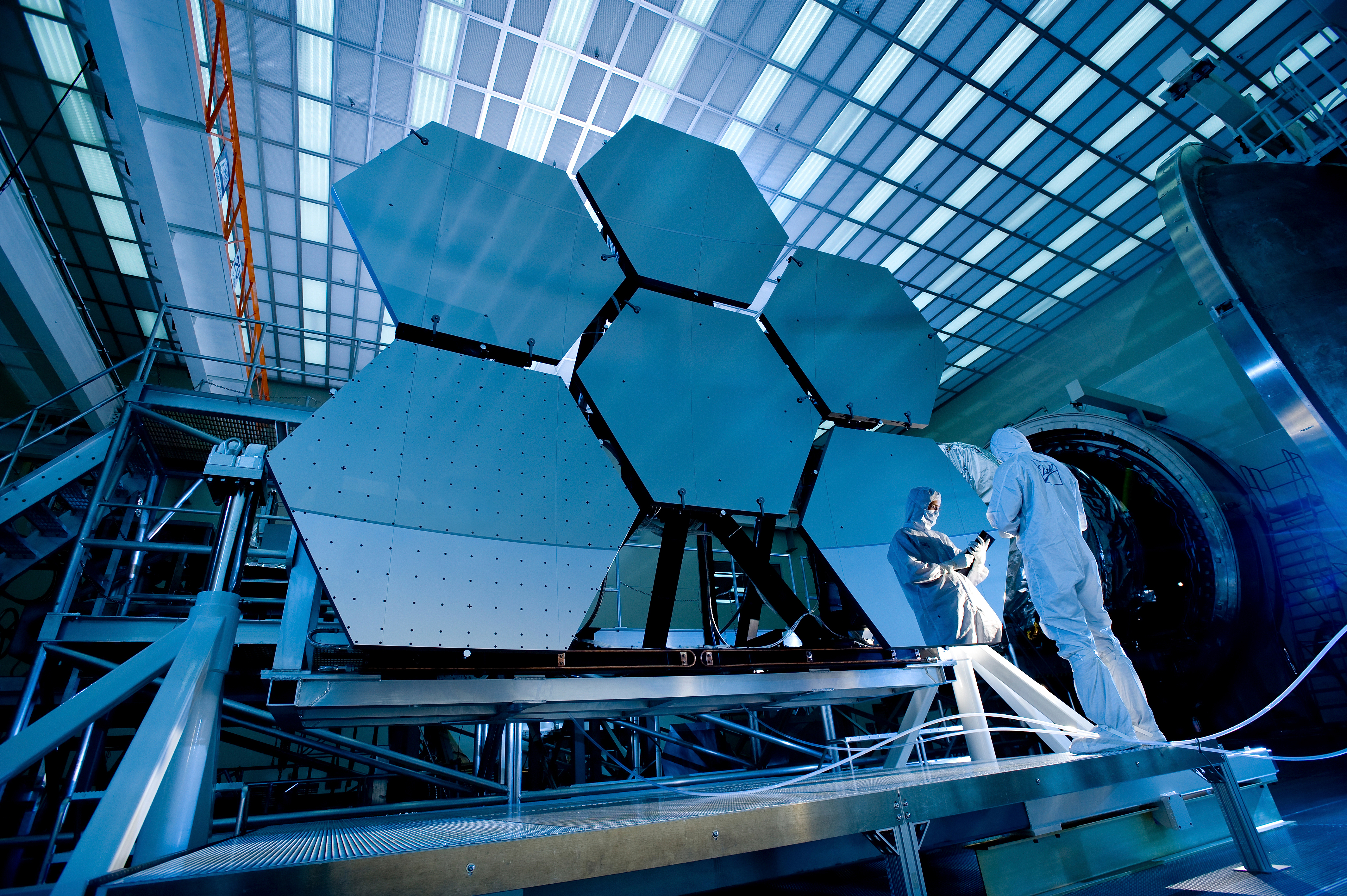
آینه‌ها تحت آزمایش پرتوی ایکس
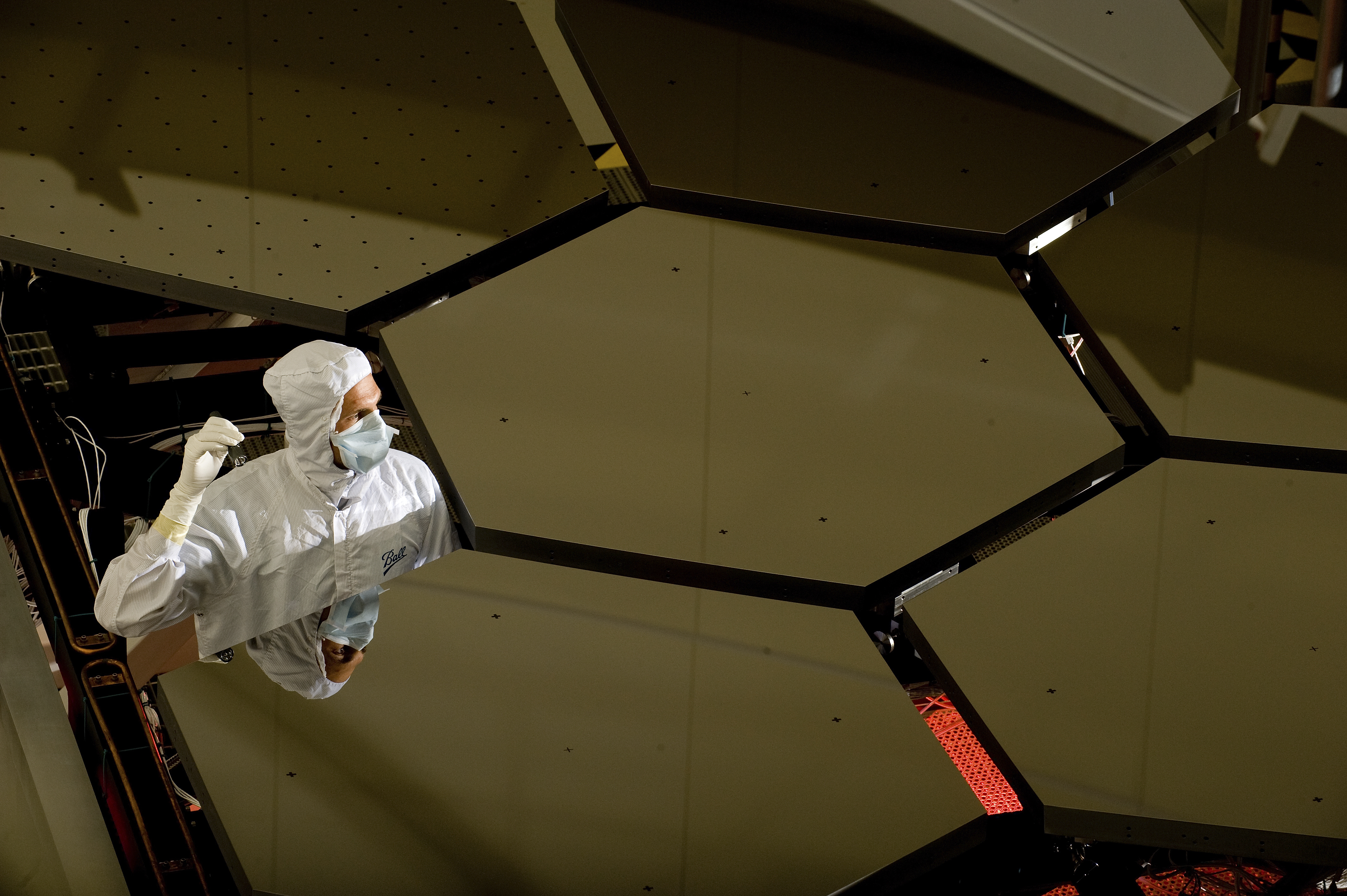
قطعات آینهٔ اصلی ساخته‌شده از بریلیوم
تصویر ساختگی جیمز وب در فضا
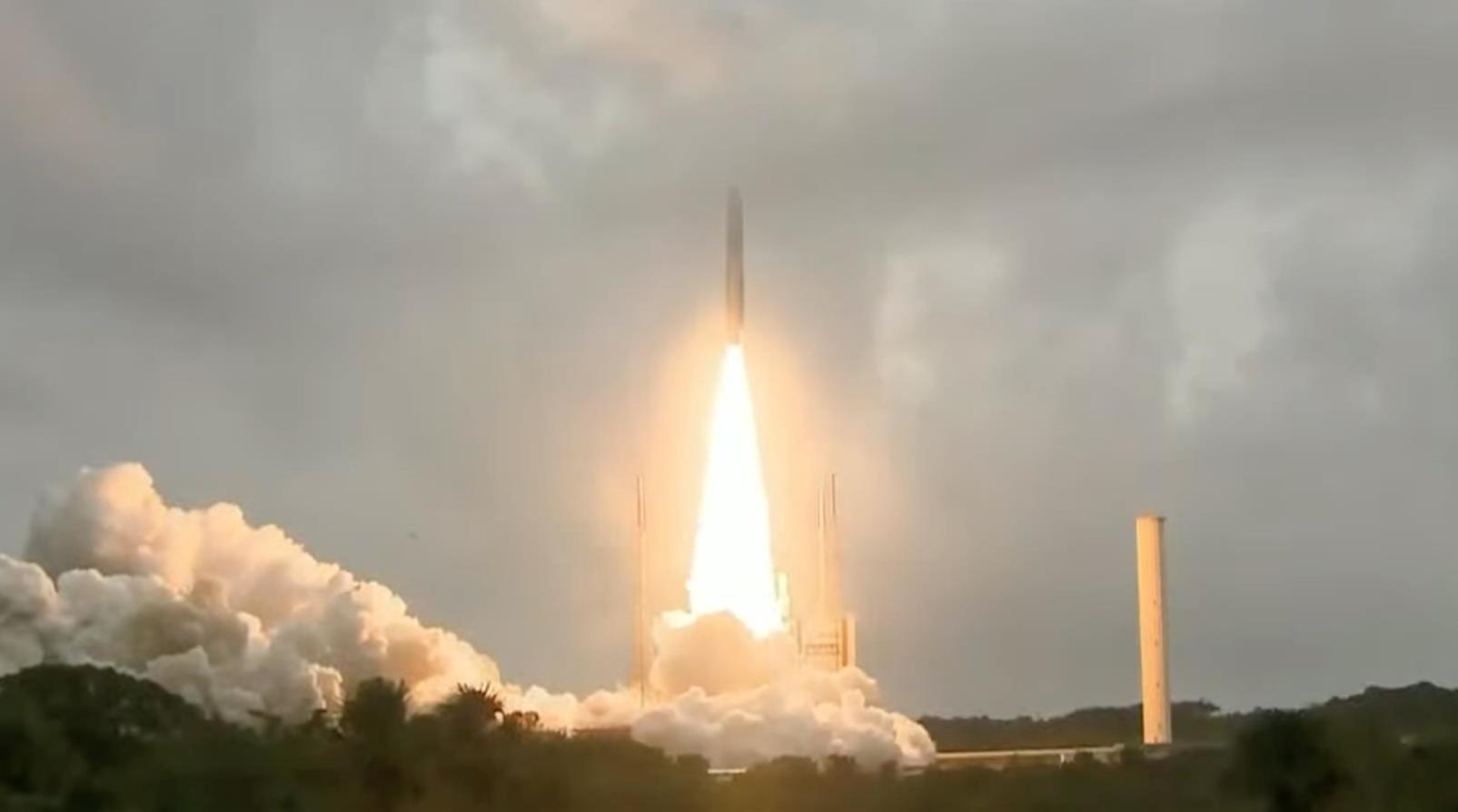
لحظهٔ پرتاب تلسکوپ فضایی جیمز وب از گویان فرانسه
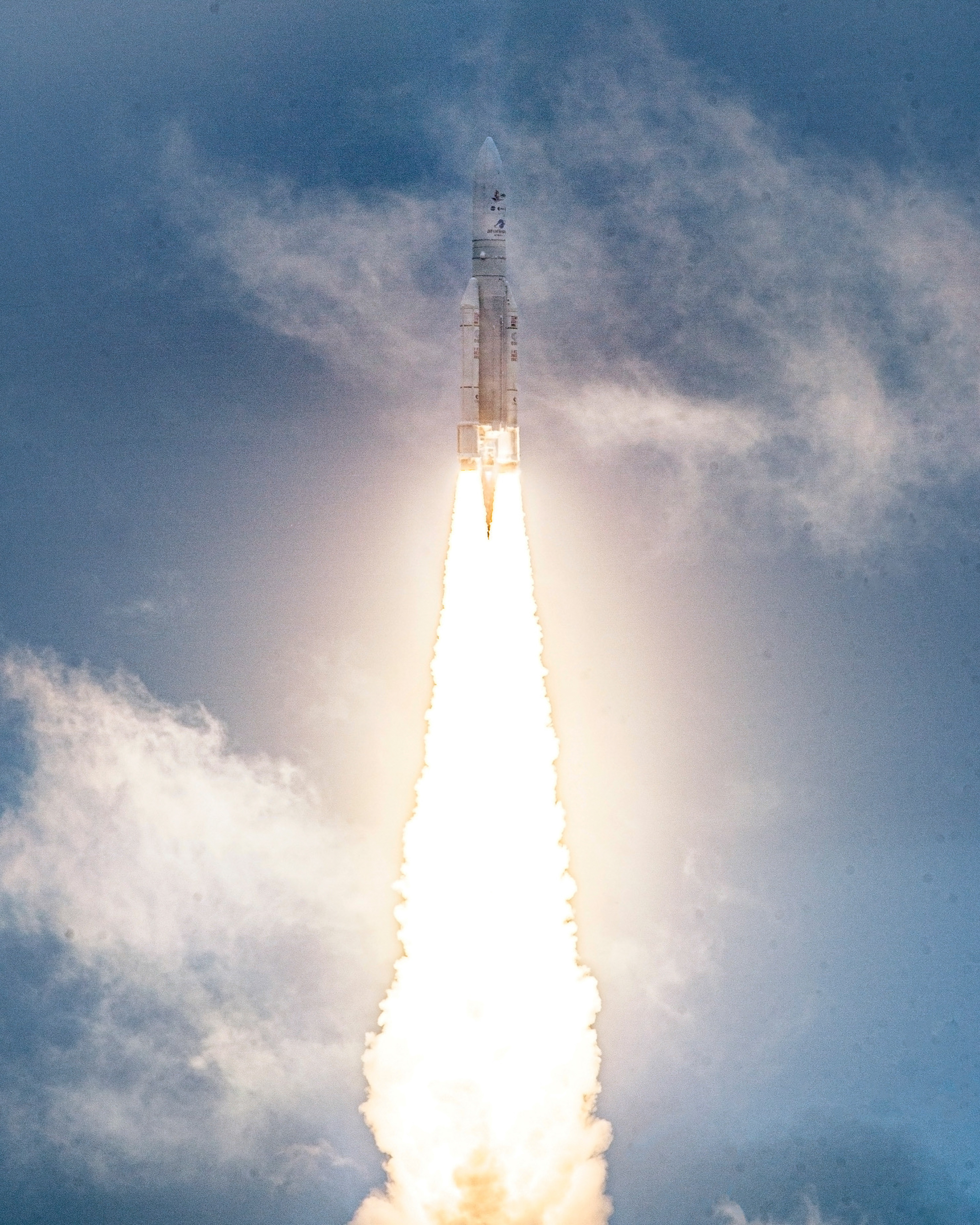
جیمز وب در حال رفتن به مدار L2 در فاصلهٔ ۱٬۵۰۰٬۰۰۰ کیلومتری از زمین.
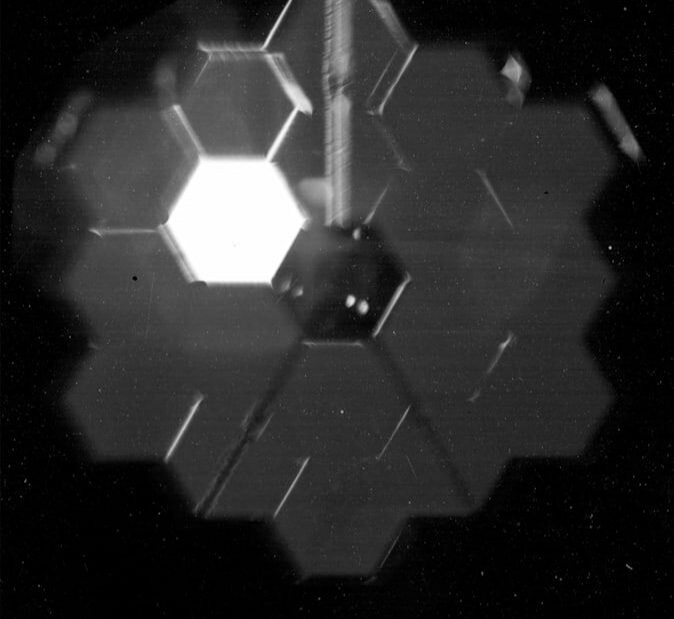
نخستین عکس جیمز وب از خودش

نگاره‌های فروسرخ مشتری. نخستین (از راست) در ۱۴ ژوئیه منتشر شد و بقیه در ۲۲ اوت ۲۰۲۲
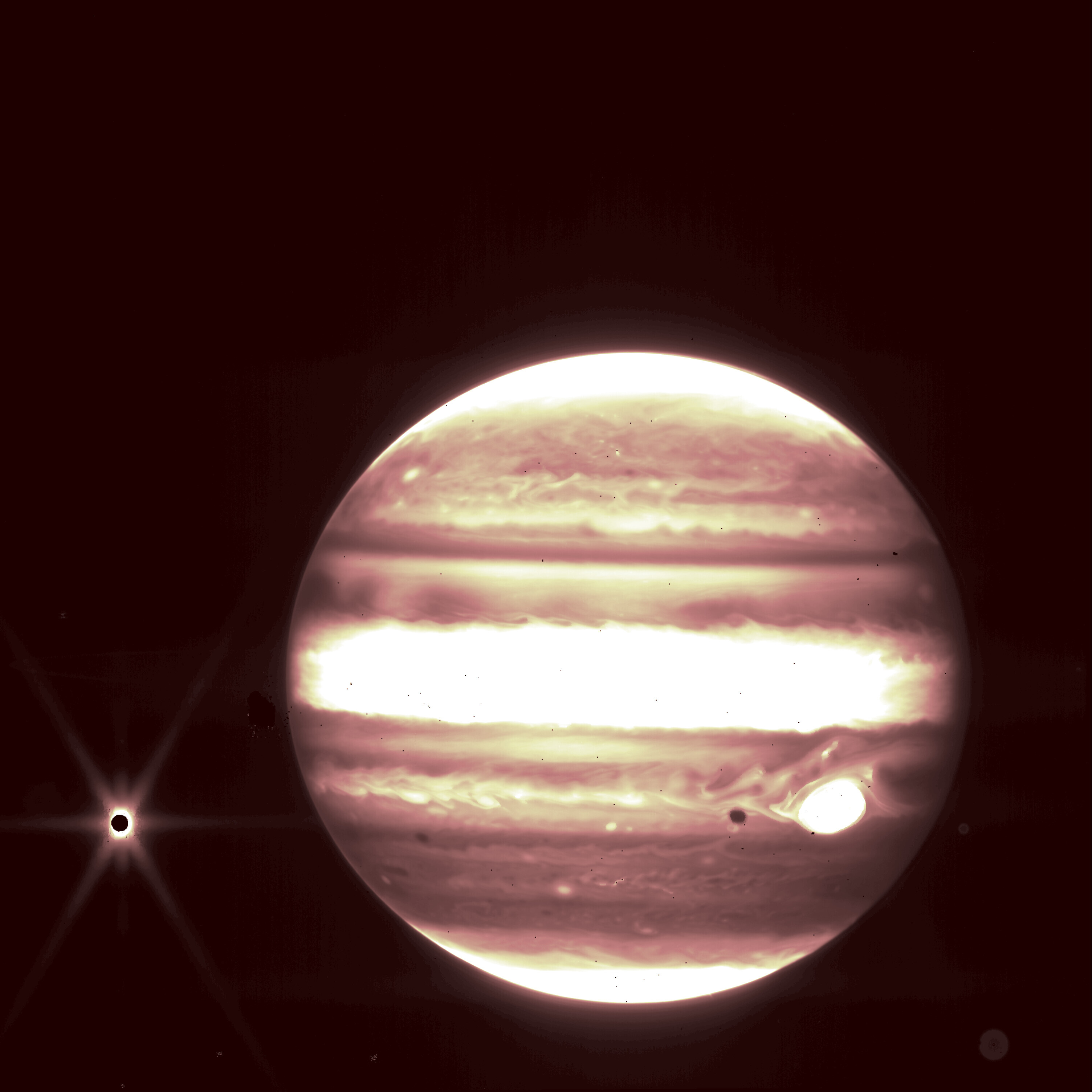
مشتری و قمر آن اروپا
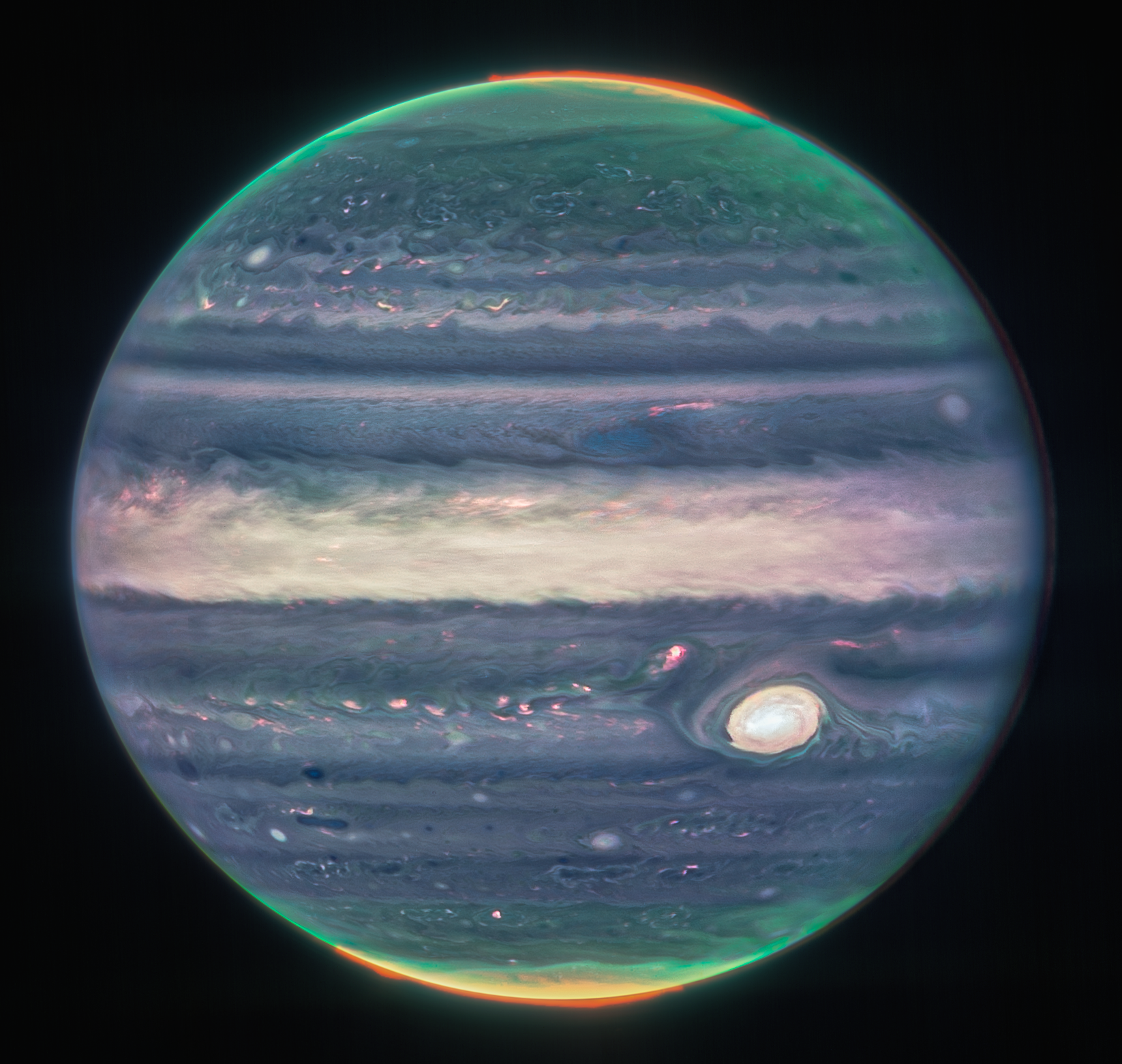
سیاره از نگاه نزدیک (Close-up)
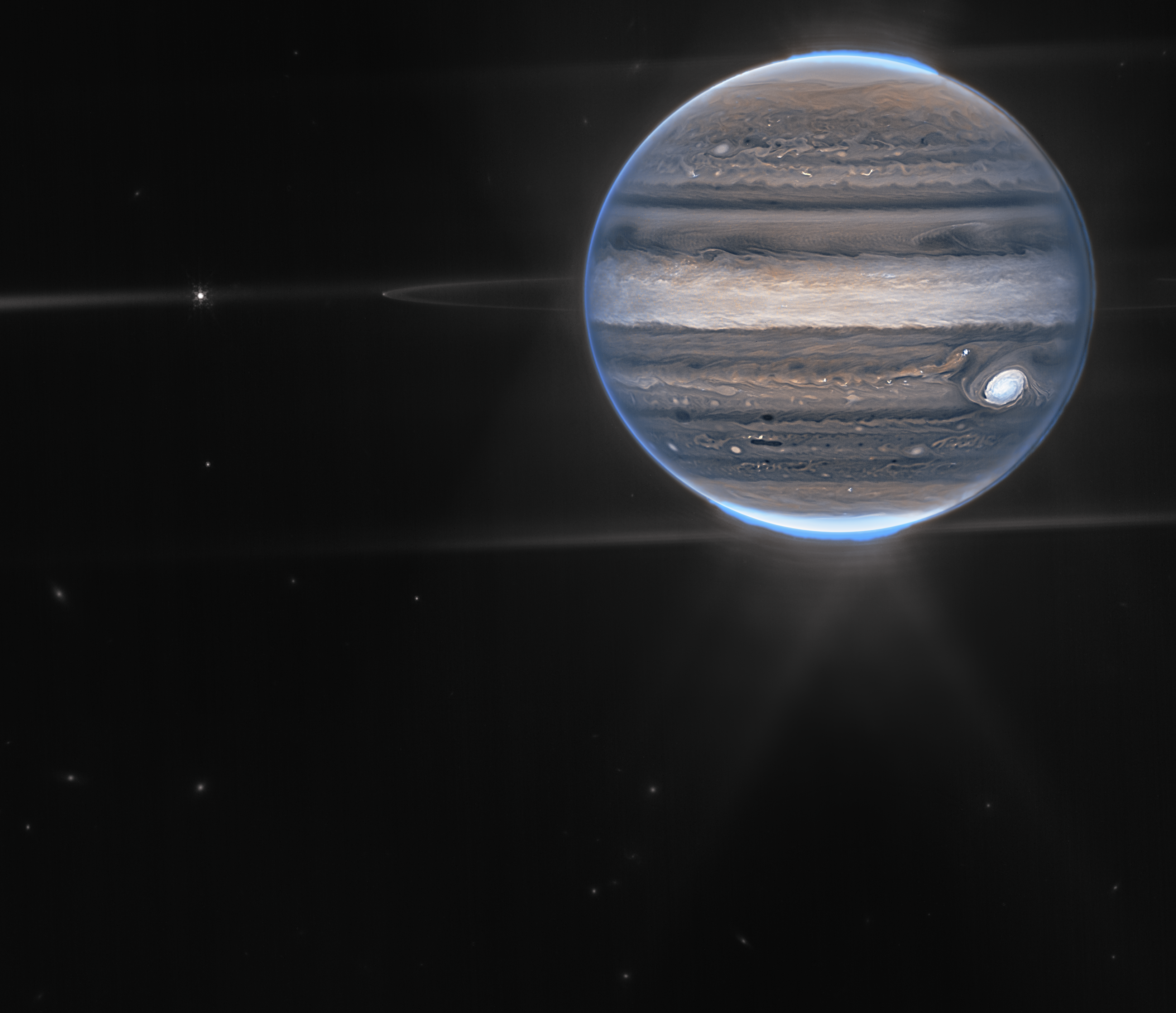
مشتری،  قمرها، هاله‌ها، حلقه‌هایش و شفق‌های قطبی آن
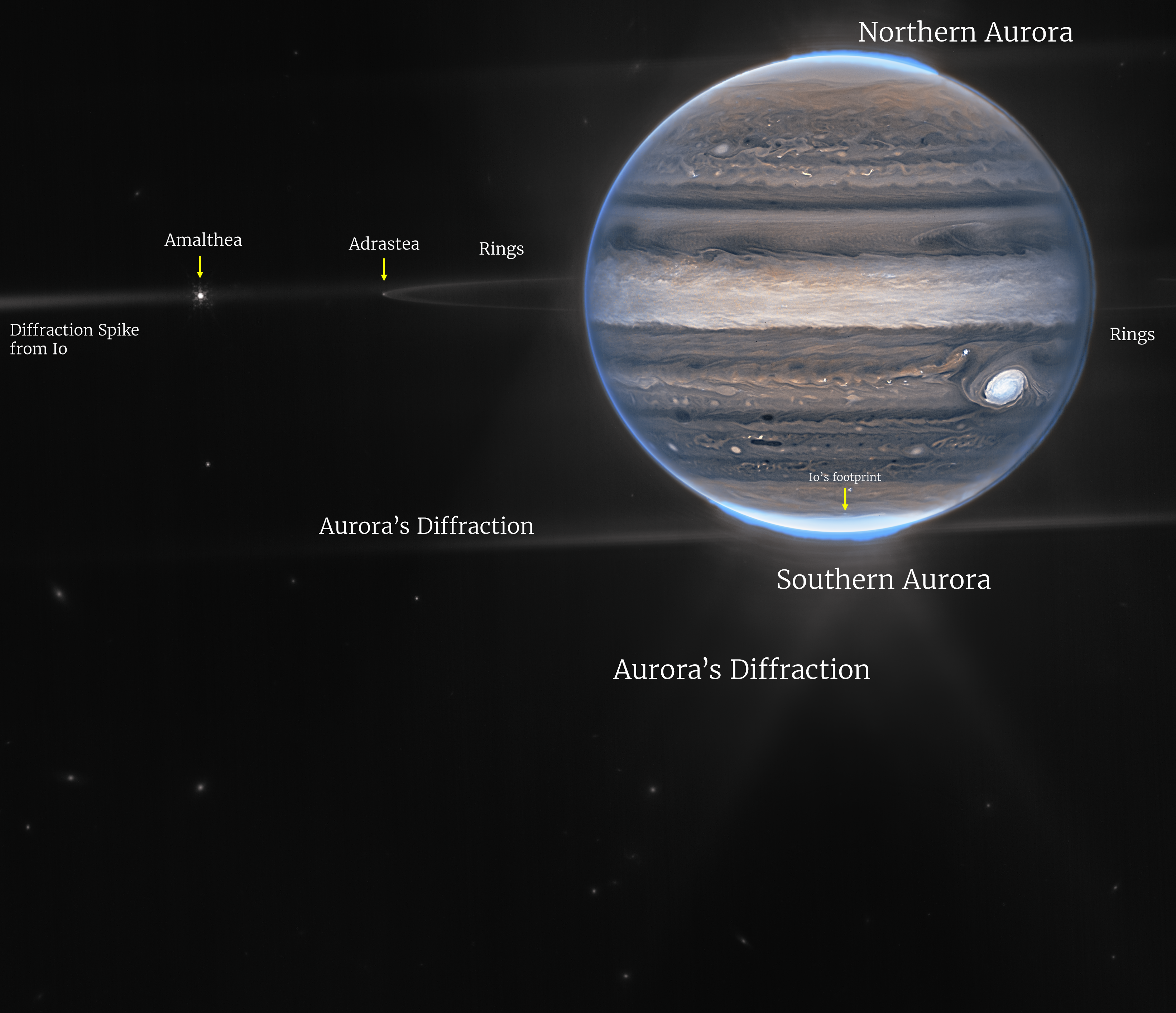
نمایش ویترینی شفق‌های قطبی و ریزگردهایش، نگارهٔ حاشیه‌نویسی شده

نخستین تصویرهای جیمز وب
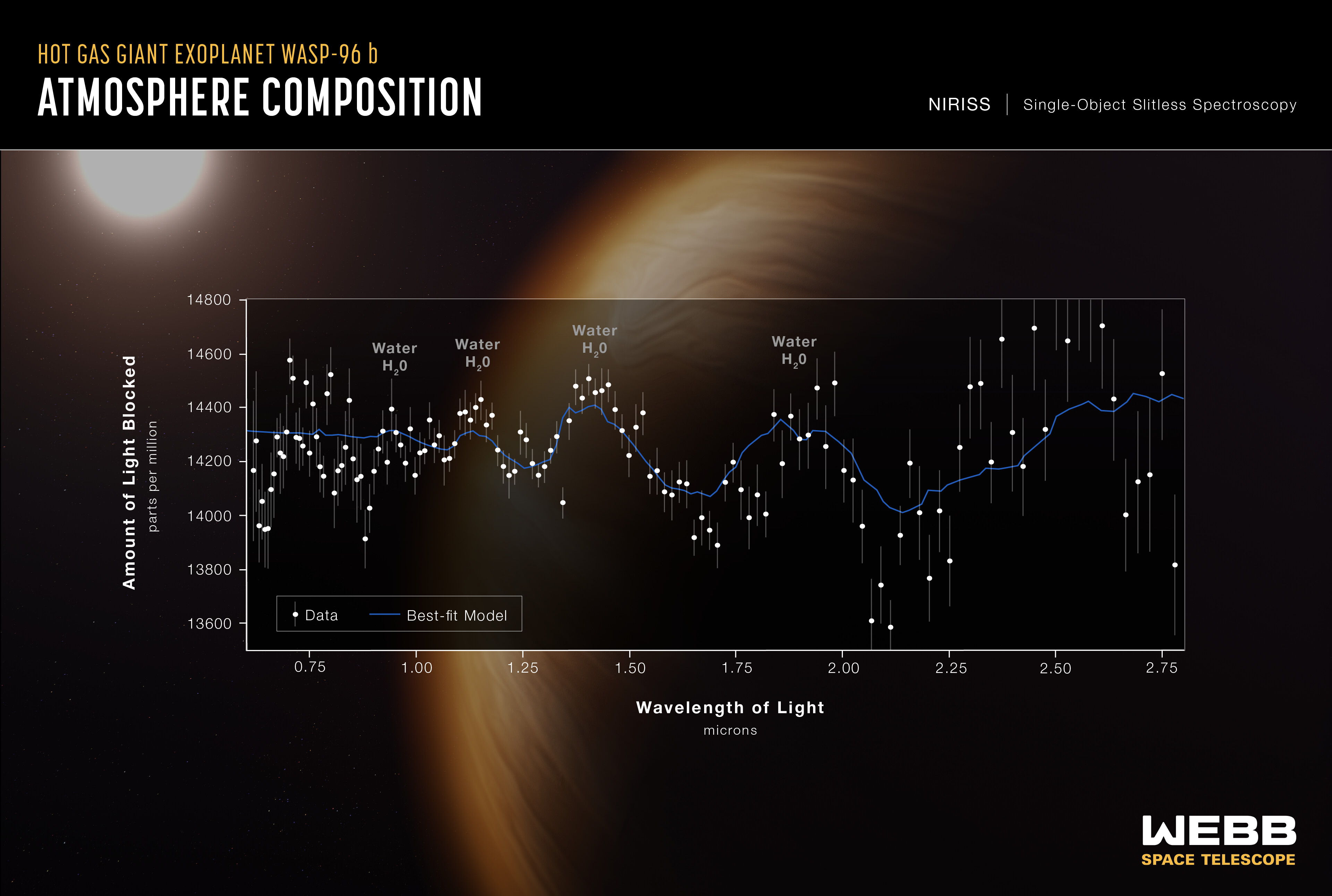
اتمسفر سیاره واسپ-۹۶بی
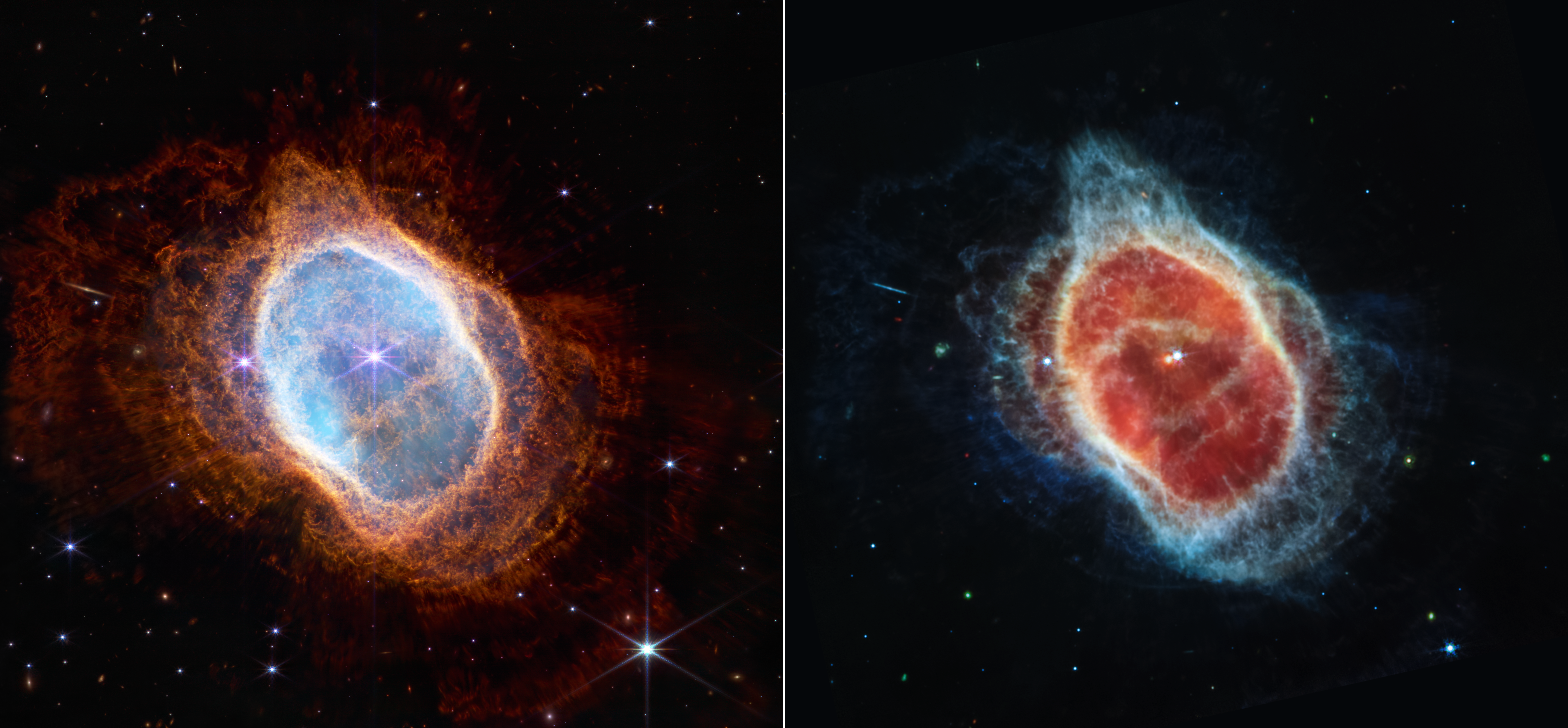
سحابی حلقه جنوبی
پنج‌قلوی استفان
پنج‌قلوی استفان با (NIRCAM/MIRI composite)
پنج‌قلوی استفان با دوربین فروسرخ نزدیک  (NIRCAM)
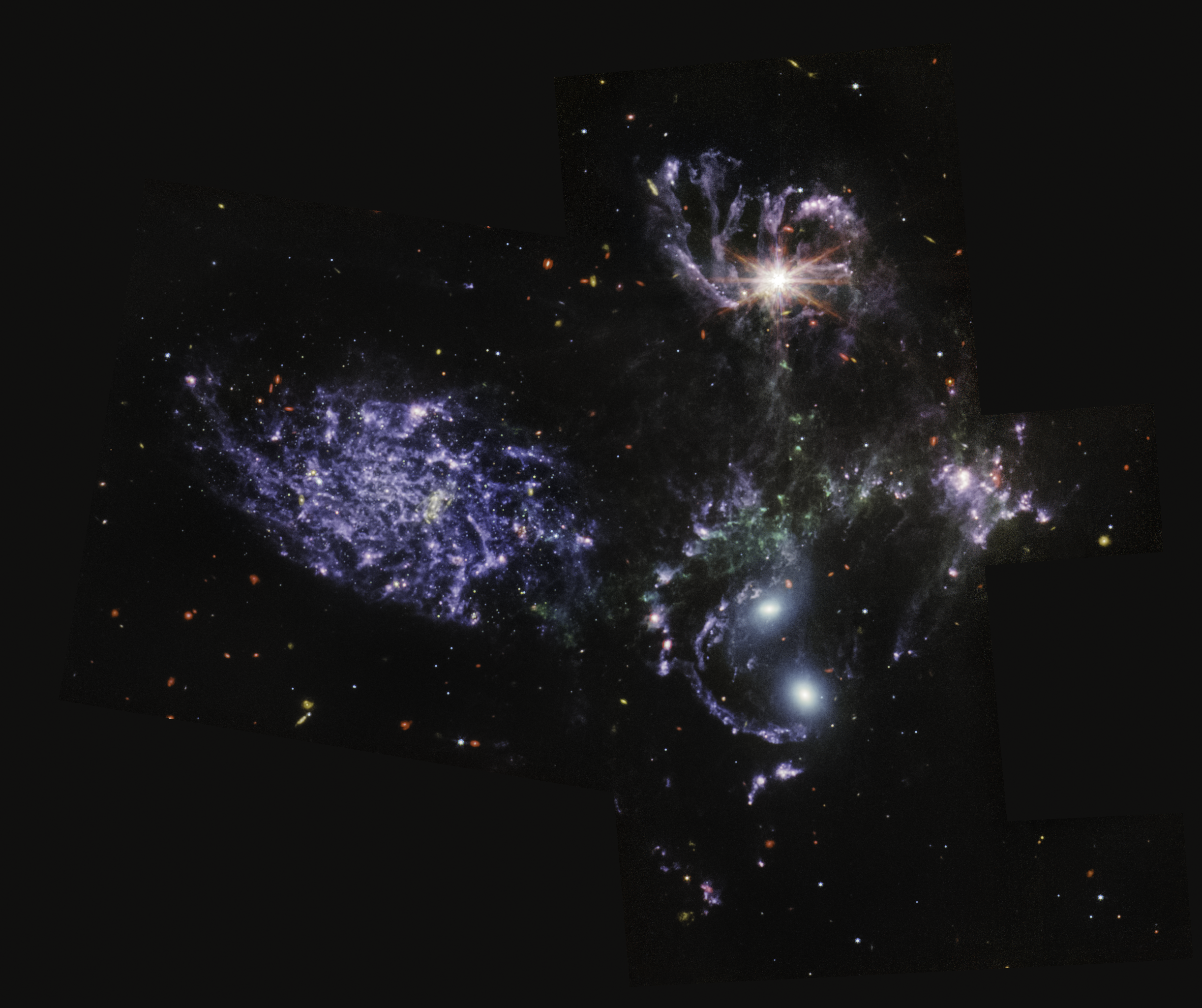
پنج‌قلوی استفان با (ابزار فروسرخ میانی)
در سحابی کارینا تصویر منطقه ستاره‌زایی ان‌جی‌سی ۳۳۲۴،
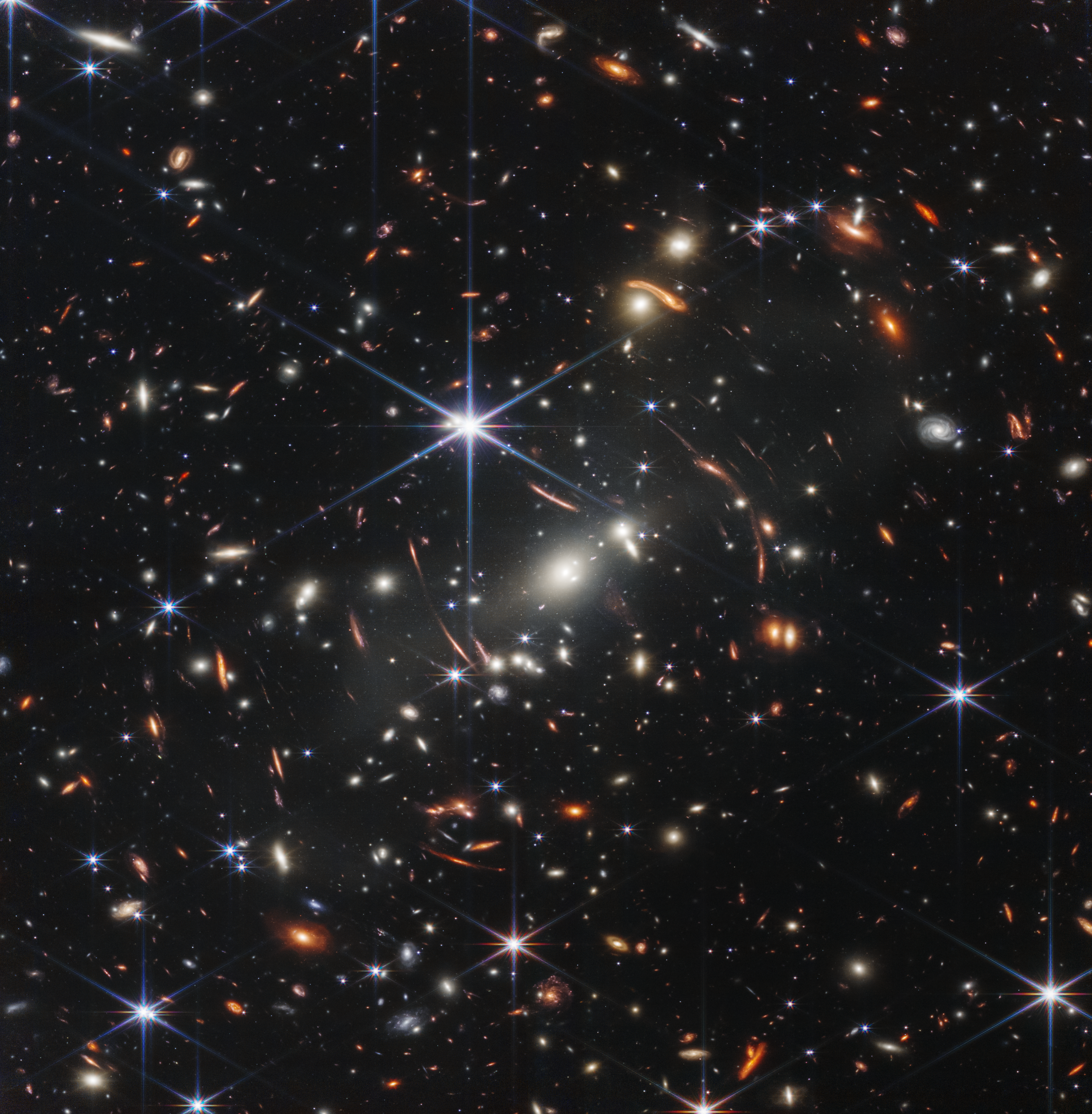
اس‌ام‌ای‌سی‌اس ۰۷۲۳ smacs
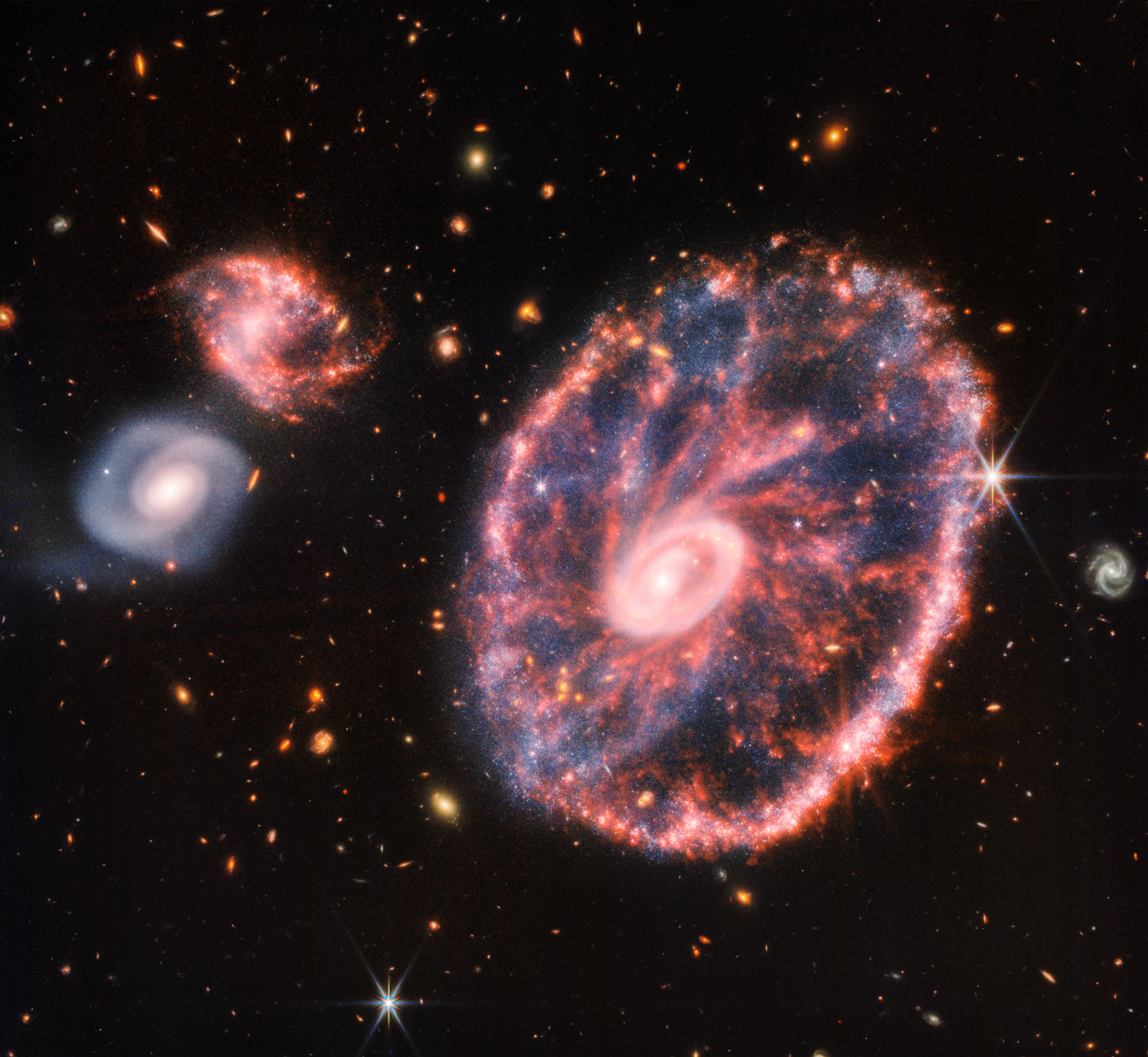
کهکشان چرخ گاری